# خانواده احسنی
خانواده احسنی خانواده‌ای ایرانی‌تبارِ فعال در زمینهٔ بیزنس و ساکن موناکو است. بزرگِ خانواده، عطا احسنی است. عطا و دو پسرش سیروس و سامان، شرکت مشاور در زمینهٔ صنعت انرژی به نام یونااویل را می‌گردانند. ساسان، پسر سوم خانواده، شرکت ساختمانی لومینا ری‌یل استیت کاپیتال، مستقر در لندن، را مدیریت می‌کند.